# Bob John
Robert John, meglio conosciuto come Bob John (Barry, 3 febbraio 1899 – Barry, 17 luglio 1982), è stato un calciatore e allenatore di calcio gallese.

## Palmarès

### Giocatore

#### Competizioni nazionali
- Campionato inglese: 4

Arsenal: 1930-1931, 1932-1933, 1933-1934, 1934-1935
- Coppa d'Inghilterra: 2

Arsenal: 1929-1930, 1935-1936
- Community Shield: 4

Arsenal: 1930, 1931, 1933, 1934